# Damm 16 (Quedlinburg)

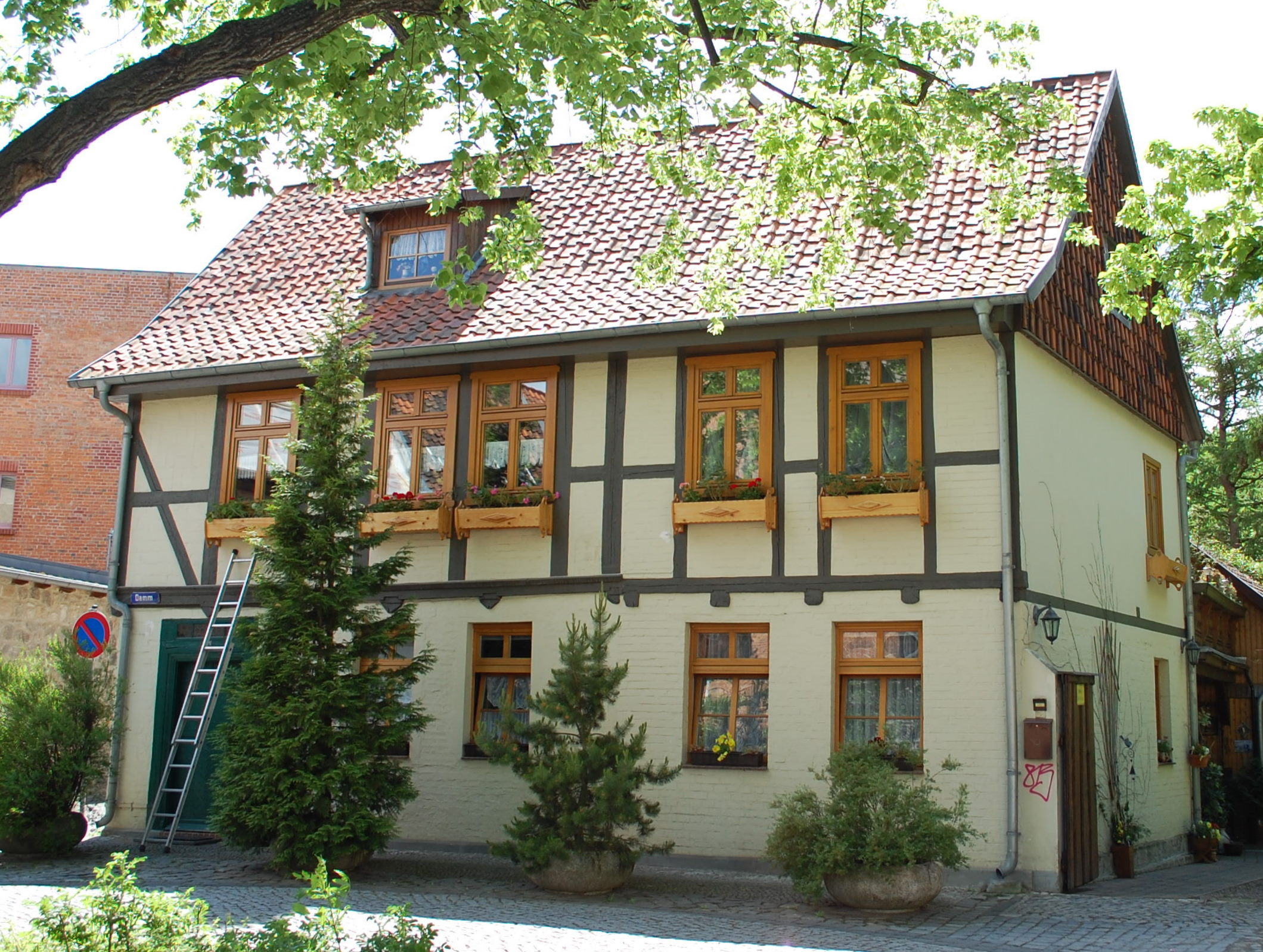
Haus Damm 16

Das Haus Damm 16 ist ein denkmalgeschütztes Gebäude in der Stadt Quedlinburg in Sachsen-Anhalt.

## Lage
Es befindet sich in der Straße Damm an der Südseite eines kleinen Platzes. Es ist im Quedlinburger Denkmalverzeichnis als Wohnhaus eingetragen und gehört zum UNESCO-Weltkulturerbe.

## Architektur und Geschichte
Das zweigeschossige Fachwerkhaus entstand nach einer Bauinschrift im Jahr 1688. In der Zeit um 1840 wurde das Erdgeschoss in massiver Bauweise neu ausgeführt. Die aus der Zeit des Barock stammende Haustür blieb jedoch erhalten. Vermutlich wurde das Gebäude vom Quedlinburger Zimmermeister Gabriel Rühle erbaut. Auf ihn verwies nach Angaben des Heimatforschers Adolf Brinkmann Anfang des 20. Jahrhunderts eine Inschrift GABRIEL RUHLE, die heute jedoch nicht mehr vorhanden ist.